# Andreja Leskovšek
Andreja Leskovšek (* 11. Januar 1965 in Kranj) ist eine ehemalige jugoslawische Skirennläuferin.

## Karriere
Leskovšek gewann ihre ersten Weltcuppunkte am 24. März 1981 beim Slalom von Wangs-Pizol mit Rang 12. Nachdem sie bei ihrer ersten Teilnahme an Weltmeisterschaften mit Rang 10 in der Alpinen Kombination überraschend in die absolute Weltspitze vorgedrungen war, gelang ihr wenige Wochen danach der größte Erfolg ihrer Karriere. Bei den ersten Juniorenweltmeisterschaften in Auron wurde sie erste Juniorenweltmeisterin im Slalom sowie Vizejuniorenweltmeisterin im Riesenslalom. In der Alpinen Kombination verpasste sie als Vierte nur knapp eine weitere Medaille nachdem sie in der Abfahrt nur den 23. Rang belegt hatte.
Aufgrund dieser Erfolge wurde sie im selben Jahr zur slowenischen Sportlerin des Jahres gewählt.
In den darauffolgenden Jahren konnte sich Leskovšek in der erweiterten Weltspitze im Slalom etablieren, der komplette Durchbruch blieb ihr allerdings verwehrt. So erreichte sie mit Platz 6 beim Riesenslalom von Waterville Valley am 11. März 1984 ihr bestes Weltcupergebnis.
1984 nahm sie zum ersten und einzigen Mal an Olympischen Winterspielen teil. Mit einem 16. Platz im Riesenslalom sowie einer Disqualifikation im Slalom verliefen die Spiele jedoch unter ihren Erwartungen.
Ihren letzten internationalen Auftritt hatte Leskovšek bei den Weltmeisterschaften 1987 in Crans-Montana, danach trat sie nicht mehr als Rennläuferin in Erscheinung.

## Erfolge

### Olympische Winterspiele
- Sarajevo 1984: 16. Riesenslalom, DSQ Slalom

### Weltmeisterschaften
- Schladming 1982: 10. Alpine Kombination, 13. Riesenslalom[2], DNF Slalom[3]
- Bormio 1985: 13. Slalom[4], 23. Riesenslalom[5]
- Crans-Montana 1987: 14. Slalom[6], 22. Riesenslalom[7]

### Weltcup
- 7 Platzierungen unter den besten 10

### Juniorenweltmeisterschaften
- Auron 1982: 1. Slalom, 2. Riesenslalom, 4. Alpine Kombination, 23. Abfahrt